# Emin Ali Bedirxan

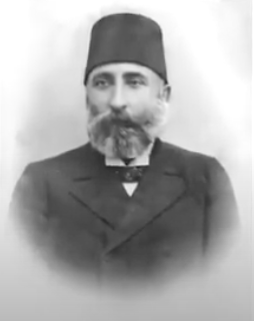
Emin Ali Bedirxan (1899)

Emin Ali Bedirxan, auch Mehmet Emin Ali Bedirxan (kurdisch: Emîn Elî Bedirxan; * 1851 auf Kreta, Osmanisches Reich; † 1926 in Ägypten), war ein kurdischer Aktivist, Politiker und Jurist.
Emin Ali stammt aus der Adelsfamilie der Bedirxans, die als Vasallen des Osmanischen Reiches dienten. Sein Vater Bedirxan Beg lehnte sich 1847 gegen seine Oberherren auf, wurde aber besiegt und samt Familie erst nach Istanbul, dann nach Kreta deportiert. Emin Ali war einer von sieben Söhnen Bedirxan Begs und konnte fließend Arabisch, Französisch, Kurdisch und Türkisch sprechen und schreiben.
Emin Ali studierte Jura und arbeitete im Staatsdienst als Anwalt und Richter an unterschiedlichen Orten des Reiches. 1906 wurde er samt Familie wegen einer mutmaßlichen Verwicklung in die Ermordung des Stadtpräfekten Rıdvan Pascha ins Exil nach Isparta und Akkon geschickt. Nach der jungtürkischen Revolution und der Entmachtung des Sultans Abdülhamid II. 1908 durfte Emin Ali wie andere Exilanten wieder nach Istanbul zurückkehren.
1908 gründete er mit anderen kurdischen Intellektuellen und Adeligen den politischen Verein Kürt Teavün ve Terakki Cemiyeti (dt.: Kurdisches Komitee für gegenseitige Hilfe und Fortschritt). Hier begann seine Zusammenarbeit mit Seyyit Abdülkadir, der aus einer sehr einflussreichen geistlichen Familie stammte. Der Verein wurde kurze Zeit später aufgelöst. 1918 gründeten Emin Ali und Seyyit Abdülkadir mit Anderen den neuen Verein Kürdistan Teali Cemiyeti (dt.: Gesellschaft für den Aufstieg Kurdistans). Mit der Zeit zeichnete sich ein Streit zwischen Emin Ali und Seyyit Abdülkadir ab, denn während Seyyit Abdülkadir für ein autonomes Kurdistan innerhalb des Osmanischen Reiches arbeitete, befürwortete Emin Ali einen unabhängigen kurdischen Staat. Der Streit führte letzten Endes 1920 zur Auflösung der Kürdistan Teali Cemiyeti. Danach gründete Emin Ali mit der Kürt Teskilat-i Içtimaîye (dt.: Kurdische Sozialorganisation) eine eigene Organisation.
Trotz dieser kurdischen Politik sah sich Emin Ali immer noch als Osmane und beteiligte sich an osmanischen Parteien wie der Freisinnigen Partei oder der Partei der Freiheit und Einigkeit. Beide Parteien standen in Opposition zum Komitee für Einheit und Fortschritt und traten dem Zentralismus entgegen.
Als das Reich auf Seiten der Mittelmächte den Ersten Weltkrieg verlor, erhob sich mit Mustafa Kemal eine neue Bewegung gegen die Siegermächte und gegen den Sultan. Diese säkulare und nationalistische Bewegung hatte die Schaffung eines türkischen Nationalstaates in Anatolien zum Ziel. Emin Ali, der dadurch keine Chance für einen kurdischen Staat sah, wurde zum Gegner der Kemalisten und wollte sogar mit den Griechen gegen Mustafa Kemal kämpfen.
1919 machte er sich auf Befehl der Regierung in Istanbul zusammen mit seinen Söhnen, dem Gouverneur von Harput und dem britischen Offizier Edward W. C. Noel auf den Weg nach Sivas, um Mustafa Kemals Kongress zu sabotieren und ihn zu verhaften. Doch das Vorhaben scheiterte und Emin Ali verließ vor 1923, dem Jahre der Gründung der Republik Türkei, das Land Richtung Ägypten, wo er 1926 verstarb.
Emin Ali hatte mehrere Kinder, von denen seine drei Söhne Celadet, Kamuran und Süreyya in der kurdischen Bewegung und Politik aktiv und einflussreich waren.